# Rábacsécsény
Rábacsécsény is een plaats (község) en gemeente in het Hongaarse comitaat Győr-Moson-Sopron. Rábacsécsény telt 580 inwoners (2001).

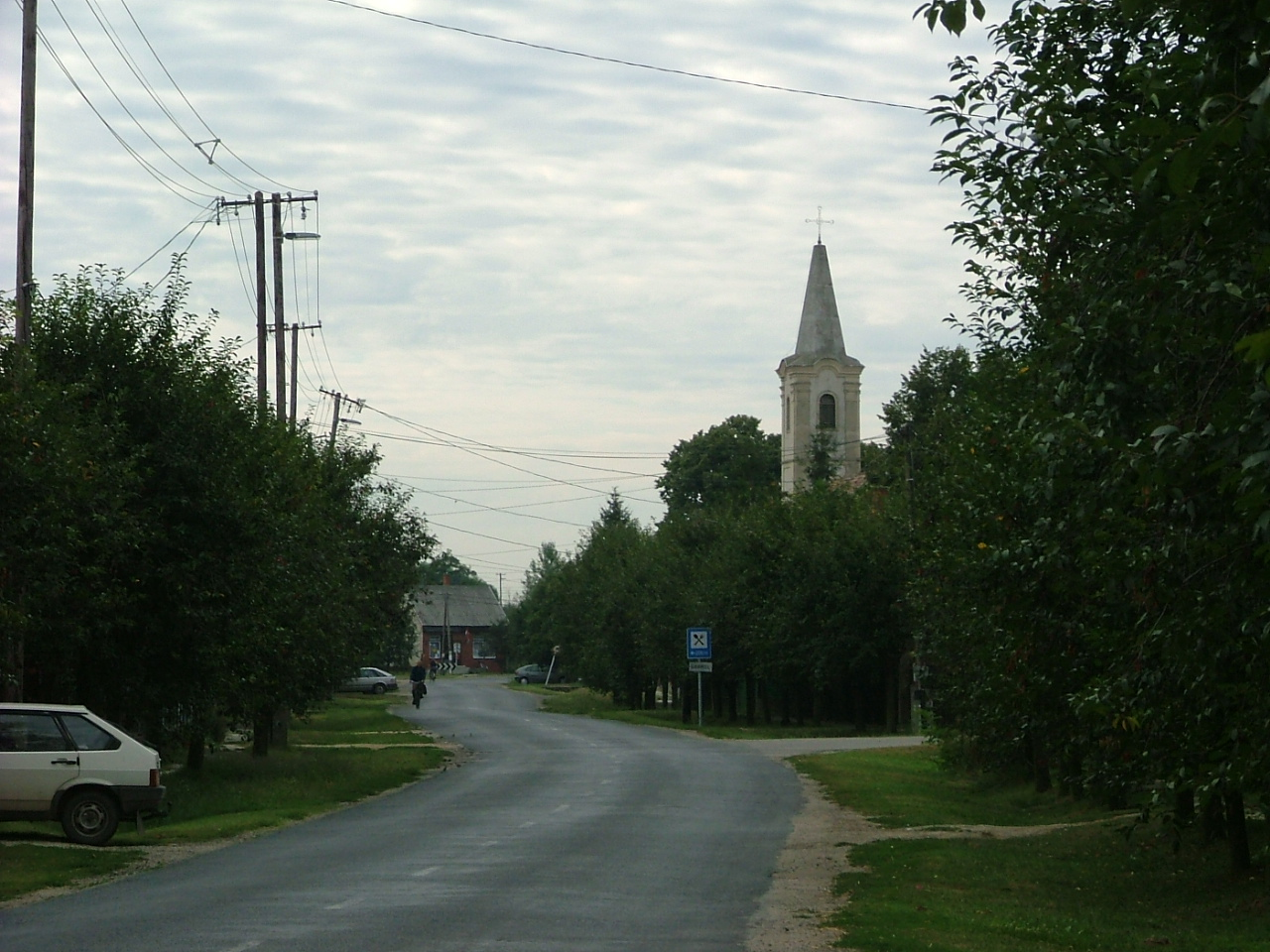
Rábacsécsény
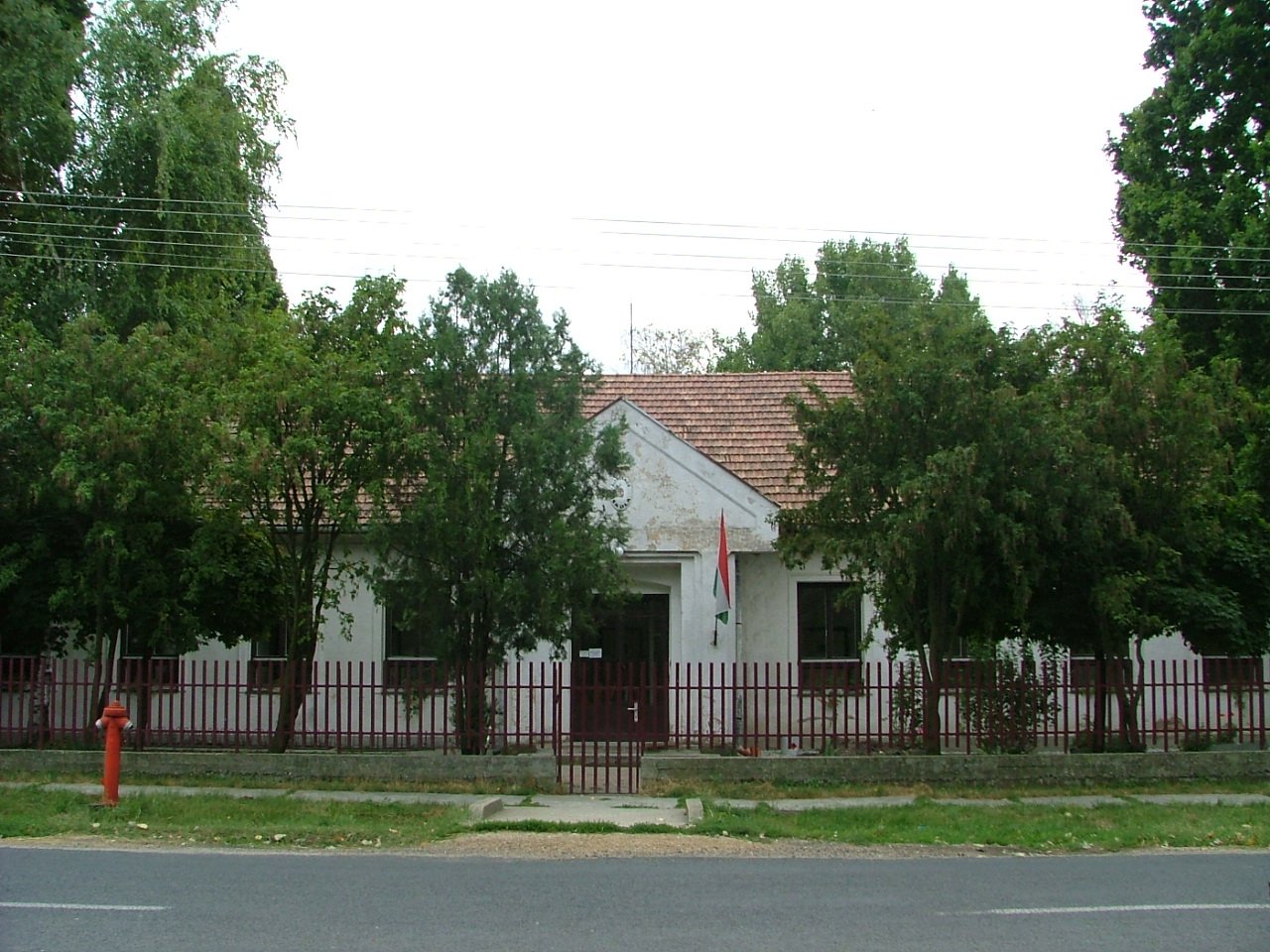
School
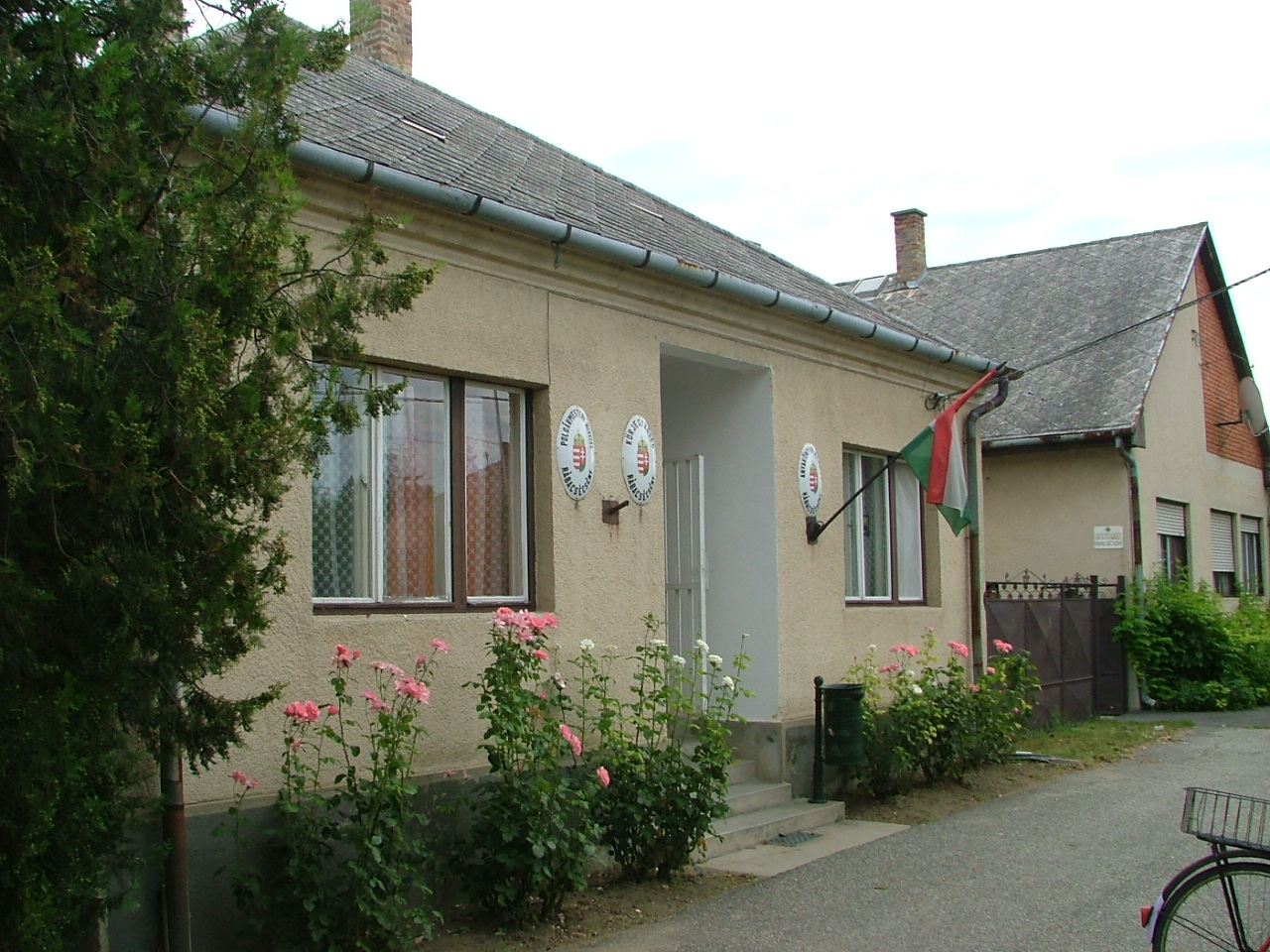
Gemeentehuis